# SJ T42
De serie T42 was een 1.050 kW sterke dieselelektrische locomotief van General Motors en Electro-Motive Division van het type G12, gebouwd als demonstratielocomotief voor de Europese markt, welke als serie T5, later T42, door de Zweedse spoorwegen Statens Järnvägar (SJ) is ingezet tussen 1956 en 1983.

## Geschiedenis
De locomotief werd in 1953 gebouwd door de fabriek van General Motors in La Grange bij Chicago in de Verenigde Staten en voorzien van een 12-567B dieselmotor. Aangezien de locomotief bedoeld was als demonstratielocomotief en kort daarop het verbeterde motortype 567C werd geïntroduceerd, werd de locomotief in het begin van het jaar 1954 in de fabriek van Electro-Motive Division in London in Canada omgebouwd en voorzien van een 12-567C dieselmotor. Nadat de locomotief naar Europa werd verscheept, werd de locomotief door de fabriek van Nydqvist & Holm AB in Trollhättan in Zweden voorzien van Europees stoot- en trekwerk. Vervolgens werd de locomotief in diverse landen, waaronder Zweden, Denemarken, Nederland, België, Frankrijk, Duitsland en Oostenrijk, beproefd. Na deze internationale beproevingen keerde de locomotief terug naar Zweden, waar de SJ de locomotief in 1956 overnam en als T5 105 in dienst stelde. In 1958 hernummerde SJ de locomotief in T5 205. In 1964 werd het type gewijzigd van T5 en T42 met behoud van het nummer 205.
In de jaren 1970 werd de locomotief ingezet vanuit Boden. De SJ stelde de locomotief in 1983 buiten dienst, waarna de locomotief in 1986 aan de Noorse vereniging GM-Gruppen Norge werd verkocht, die de locomotief weer in de uitvoering als demonstratielocomotief met het nummer G12 7707 terug bracht. In 2007 werd de locomotief verkocht aan het Zweedse spoorwegmuseum Sveriges Järnvägsmuseum waarna de locomotief weer terugkeerde naar Zweden.

## Navolging
Naar aanleiding van de goede resultaten met deze demonstratielocomotief bestelde de SJ vijf prototype diesellocomotieven T4, later T41 genoemd, bij Nydqvist & Holm AB met een dieselmotor van GM/EMD, welke vervolgens resulteerde in grote bestellingen van de SJ series T43 en T44. Dit werden grootste bestellingen van GM/EMD locomotieven in Europa. De demonstratieritten in de andere landen leidden ook tot bestellingen van locomotieven met dieselmotoren van GM/EMD, zoals:
- de series 202, 203 en 204 voor de NMBS in België,
- de serie 1600 voor de CFL in Luxemburg,
- de serie 151-155 voor de Staatsmijnen in Nederland,
- de serie Di 3 voor de NSB in Noorwegen,
- de serie DE 100-101[1] voor de Sydvaranger in Kirkenes Noorwegen,
- de serie MY voor de DSB in Denemarken,
- de serie M61 voor de MÁV in Hongarije,
- de serie 2050 voor de ÖBB in Oostenrijk.